# 菊池麻里
菊池 麻里（きくち まり、1997年10月28日 - ）は、日本のグラビアアイドル。
埼玉県出身。プロダクションリアライズ所属。

## 人物・来歴
趣味は料理、文具集め。
2011年12月をもって、芸能活動を引退した。

## 出演

### オリジナルビデオ
- 青春ラプソディ。ときめき夢少女（2011年11月18日、ホットトマトカム） - 小阪はるか 役

### 雑誌
- ショーボー（海王社）Sho→Boh No.→062

### イメージDVD
<単独出演>
- たっぷり菊池麻里（2009年12月22日、アイマックス）
- はじめまして 菊池麻里（2010年2月24日、アートハウス・ゴン）
- 純真無垢 〜ホワイトレーベル〜菊池麻里（2010年4月10日、アイマックス）
- たっぷり菊池麻里 Part2（2010年5月25日、アイマックス）
- 純真無垢 〜ホワイトレーベル〜菊池麻里　Part2（2010年6月10日、アイマックス）
- ぷちえんじぇる 菊池麻里 12歳（2010年6月、リアライズ）
- 純真無垢 〜ホワイトレーベル〜菊池麻里 Part3（2010年7月25日、アイマックス）
- いもうと目線（2010年8月25日、アイマックス）
- 菊池麻里（2010年8月25日、アイマックス）
- ぷちえんじぇる 菊池麻里 12歳 ぱ〜と2（2010年10月、リアライズ）
- スク水コレクション Part13 菊池麻里（2010年11月25日、アイマックス）
- たっぷり菊池麻里 Part3（2010年12月22日、アイマックス）
- ぷりぷりたまごVol.34 まりちゃん（2011年2月20日、アースダイバー）
- いもうと目線 麻里とふたりっきり 目線そらすな、ボクの妹… 菊池麻里 Part2（2011年2月25日、アイマックス）
- ChamaDVD01 空想hug・菊池麻里13歳（2011年3月30日、ワイレア出版）
- ぷりぷりたまごvol.56（2011年8月10日、アースダイバー）
- dvd moecco vol.98「スイートピー」（2011年6月20日、タスクビジュアル）
- ぷりぷりたまごvol.63（2011年10月10日、アースダイバー）
- マジカルハート（2011年11月16日、アースゲート）
- ID☆L FARM 菊池麻里 Cute（2012年1月22日、Blue Corner）
- めしあがれ（2012年4月27日、エスデジタル）

＜複数出演＞
- ぷちえんじぇるでゅお まり&あやの（2010年7月18日、リアライズ） 共演：佐藤彩乃
- ぷちえんじぇる ALL STARS 2010 Summer Vacation（2010年9月26日、リアライズ） 共演：町田有沙、山田菜緒、金城完奈、鴨下俊美、佐藤彩乃、浜田美沙樹、安西涼生、白木悠吏阿
- ぷちえんじぇるでゅお 菊池麻里と浜田美沙樹 （2011年2月7日、リアライズ）共演：浜田美沙樹
- ぷちえんじぇる ALL STARS 2011 Summer Vacation（2011年11月28日、リアライズ）共演：浜田美沙樹、町田有沙、安西涼生、金城完奈
- ときめき夢少女イメージ編・青春夢少女10人〜膨らんだ風船突っついてみて〜（2011年12月16日、ホットトマトカム） 共演：水沢えり子、佐々木みゆう、森彩、浜田美沙樹、飯村貴子、高橋未奈、根岸紗菜、榊夏海、辻珠瑛